# Fixsenia fulvomaculata
Fixsenia fulvomaculata är en fjärilsart som beskrevs av Beuret 1950. Fixsenia fulvomaculata ingår i släktet Fixsenia och familjen juvelvingar. Inga underarter finns listade i Catalogue of Life.